# Piacevole
Piacevole (uitgesproken als piatsjévole) is een Italiaanse muziekterm met betrekking tot de voordrachtswijze waarmee een stuk of passage uitgevoerd dient te worden. Men kan de term vertalen als lief of aangenaam. Dit betekent dus dat, als deze aanwijzing wordt gegeven, men een aangenaam karakter tot uitdrukking moet laten komen, in tegenstelling tot een weemoedig of heftig emotioneel karakter. De term is onder andere verwant aan de term dolce. De aanwijzing heeft in principe geen invloed op het te spelen tempo, waarvoor over het algemeen aparte aanwijzingen worden gegeven.
Deze term is gemakkelijk te verwarren met Piangevole (klagend).